# Fedett Bazár

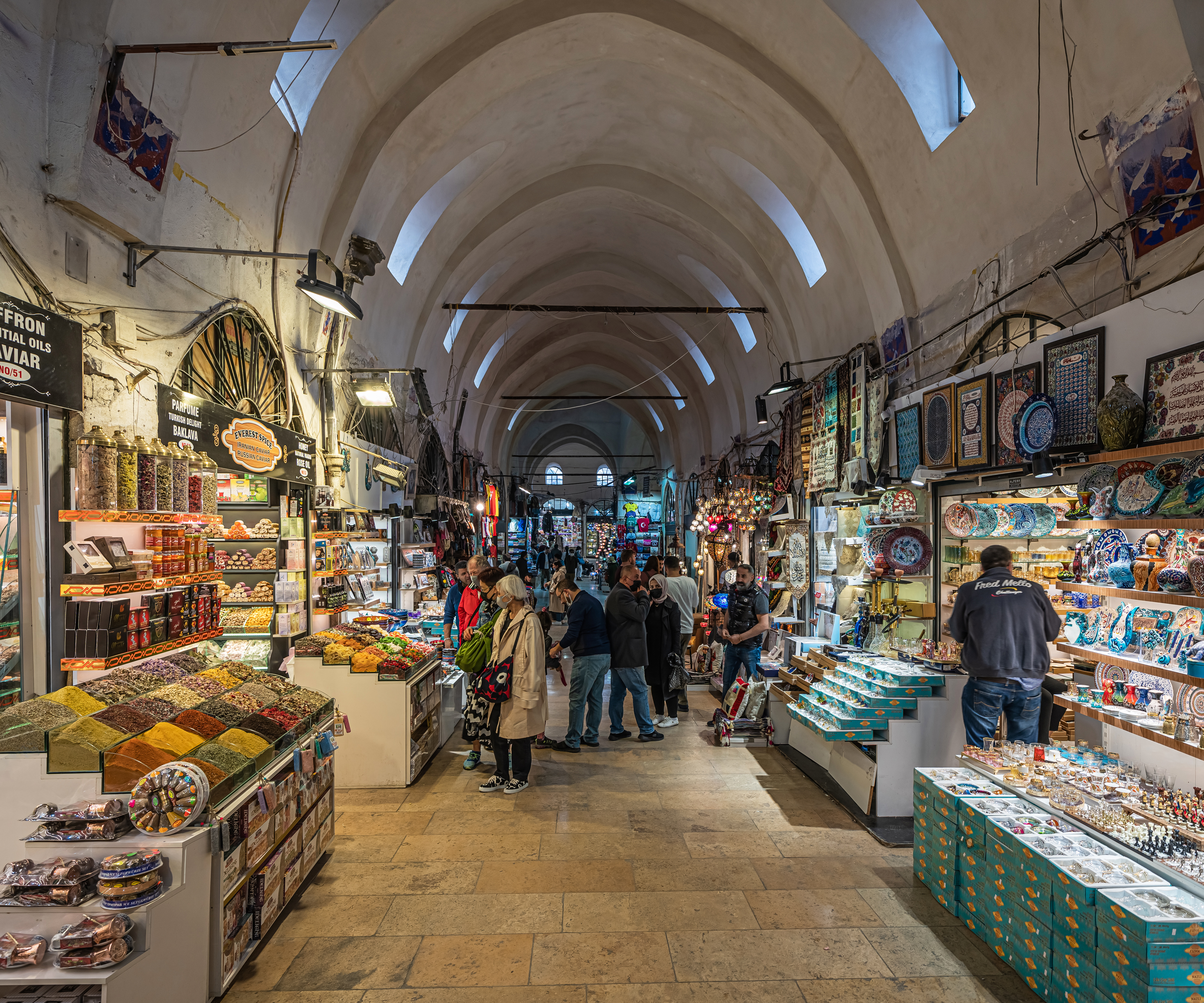
Fedett Bazár

A Fedett Bazár vagy Nagy Bazár (török: Kapalıçarşı vagy Büyük Çarşı, angol: The Grand Bazaar) a világ egyik legnagyobb fedett bazárja, amely Isztambul belvárosában található, a régi Eminönü kerületében; amely ma a Fatih kerülethez tartozik. 
A Bazár magja két, 15. századi kupolás raktárépület volt (az elsőt még II. Mehmed építtette 1464-ben). A következő századok során a környező utcák fejlődtek, majd azokat is befedték. Később újabb szárnyakat építettek hozzá, így kialakítva a mai bevásárló központot. Régebben minden utcácskában különböző szakmabeliek árulták a portékájukat. Ékszerekkel, szőnyegekkel és egyéb kézműves termékekkel, fegyverekkel, ruházattal és díszítő elemekkel jóformán a kezdetektől kereskedtek itt. A 19. század végén több tűzvész és egy földrengés is sújtotta az épületet. 1894-ben egy nagyszabású restaurációval állították helyre. Bár az eredeti terveknek megfelelően próbálták újraépíteni, a hajdani jellegzetességét elvesztette.
Ma a közel 60 utcácska mintegy 3000 boltja szolgálja ki a napi 250-400 ezer látogatót. A boltok csoportokba rendeződnek, középtájon találhatók az arany ékszerek, antik áruk, de együtt találhatóak a bőrkabát vagy ruha boltok is. Alkudni itt is kötelező, de a legjobb alkukat kint a Bazárnegyedben (Bazaar Quarter, Çarsi Caddesi és környékén) lehet kötni. A Bazárnegyed a Fedett Bazártól északra, Eminönü és a Fűszer Bazár felé található.
A Fedett Bazár labirintusában néhány étterem és kávézó is van, így akár meg is lehet ebédelni két fárasztó alkudozás között.
A Bazár hétfőtől szombatig reggel 9 órától délután 19 óráig tart nyitva.